# Кошки против собак 3
«Кошки против собак 3: Лапы, объединяйтесь» (англ. Cats & Dogs 3: Paws Unite!) — американский комедийный семейный фильм режиссера Шона Макнамара является продолжением фильма «Кошки против собак 2», премьера которого состоялась 15 сентября 2010 года. Однако в отличий от первых двух частей он вышел сразу на видео.

## Сюжет
Приключения двух агентов P.R.O.U.T.E; Роджера, агента Колли и Гвен. Они живут в том же здании в пригороде Сиэтла.
В то время, как сотрудники полиции здания собираются в своем штабе, они становятся жертвами компьютерной атаки, совершенной неизвестным лицом. На этой встрече, похоже, появилась новая угроза через все более агрессивное поведение между собаками и кошками по всему миру. Затем таинственный хакер появляется на экранах в виде линии звуковой волны. Затем он объясняет, что наши друзья не имеют никаких шансов против него и что их борьба обречена на провал.
Мы узнаем, что Роджер и Гвен являются агентами, назначенными исключительно для наблюдения за зданием, хотя Гвен очень настаивает на прошлом Роджера, который, похоже, имеет некоторые знания о местности. Роджер и Гвен создают команду фортуны, сформированную из них самих, старого Эда, а также герцога, ротвейлера.
Тем временем мы также следим за ежедневными занятиями Макса и Зои, соответственно хозяев Роджера и Гвен. Макс-молодой теннисист, который увлекается любительскими тренировками и соревнованиями, настолько, что он больше не проводит время со своей собакой. Зоя тем временем берет уроки музыки, чтобы помочь своему отцу, безработному певцу-песеннику.
В зоомагазине неподалеку мы познакомимся с Пабло, какаду и ящерицей Зика, родственной варанам. Пабло основал кружок нетипичных домашних животных или C.A.C.A., группировку домашних животных, которые никогда не были взяты из-за их опасной или странной внешности. Здесь мы находим лягушек, кобр, рыб. Выясняется, что Пабло хакер, который вывел из строя все объекты P.R.O.U.T.E.
Вечером Гвен спросила Роджера, как сложилась его жизнь в поле. Роджер ответил ей, что нужно уметь сделать выбор, даже трудный, за долю секунды, чтобы он не смог причинить напарнику боль.
Он решил переключиться на разведку, чтобы избежать повторного выбора.

## В ролях
- Макс Гарфилд — Роджер
- Мелиса Рауш — Гвен
- Джордж Лопес — Попугай Пабло
- Сара Джайлз — Зоя

## Домашний медиа-релиз
13 октября была выпущена версия для DVD и Blu-ray

## Выпуск
Мировая премьера фильма состоялась 15 сентября 2020 года на цифровых носителях, и 13 октября на физических носителях, в отличие от первых двух фильмов, которые были выпущены в кинопрокат.

## Съёмки
В 2010 году было объявлено, что «Кошки против собак 3» находится в работе. О сиквеле мало что было слышно до января 2020 года, когда начались съёмки в Лос-Анджелесе и Ванкувере.

## Критика
Фильм получил негативные отзывы. На сайте агрегатора Rotten Tomatoes, «Кошки против собак 3» имеет рейтинг одобрения 11% из девяти обзоров критиков со средней оценкой 3,3/11. Лесли Фельперин из The Guardian дал оценку три звезды из пяти с критикой из за эффектов компьютерной графики и недостатком остроумия. Джек Боттомли для журнала Starburst поставил одну звезду из пяти; критика истории как клише, а также недостаток энергии, плохая компьютерная графика и недостаточное чувство юмора. Он прокомментировал, что фильм «...это тротуарный фол из более близкой трилогии...». Критик Кевин Махер из The Times посчитал сюжет «...мрачным и проповедническим...», поставив одну звезду из пяти. Ли Паач из Herald Sun раскритиковал сюжет как общий и прокомментировал, что фильм всего подходит для «...младших школьников...», дающий 2 звезды из пяти. Дженнифер Грин из Common Sense Media дала оценку три звезды из пяти; похвалил часть юмора - особенно от комика Джорджа Лопеса «...в веселом повороте, как какаду, которому просто нужно немного любви».